# Dick York
Richard Allen "Dick" York (Fort Wayne, 4 september 1928 - Grand Rapids, 20 februari 1992) was een Amerikaans acteur.
York werd als jonge tiener ontdekt door een non en kreeg als gevolg een rol in de radioshow That Brewster Boy. Na zijn stem te hebben ingesproken voor tientallen andere radioshows, brak hij op Broadway door met rollen in Tea and Sympathy en Bus Stop.
In de jaren 50 begon York ook te verschijnen in televisieseries en had hij rollen in films, zoals My Sister Eileen (1955) en Inherit the Wind (1960). Ook had hij gastrollen in onder andere Twilight Zone, The Untouchables, Alfred Hitchcock Presents, The Men from Shiloh en The Flintstones.
York had van 1962 tot en met 1963 een vaste rol tegenover Gene Kelly in Going My Way en was van 1964 tot en met 1969 te zien in de sitcom Bewitched. Hierna stopte hij met acteren na een ziekte. In de jaren 80 kwam hij kort terug voor gastrollen in Simon & Simon en Fantasy Island.
York was een hevige roker en vocht in zijn laatste jaren tegen emfyseem. Vanuit zijn bed richtte hij een goed doel op die daklozen helpen. Hij stierf op 63-jarige leeftijd. Hij was van 17 november 1951 tot zijn dood getrouwd met Joan Alt, met wie hij vijf kinderen kreeg.
- Biblioteca Nacional de España: XX1748617
- Bibliothèque nationale de France: cb14240778r (data)
- Gemeinsame Normdatei: 14200281X
- International Standard Name Identifier: 0000 0000 8113 8677
- Library of Congress Control Number: n85138313
- Nationale Bibliotheek van Israël: 987007334870505171
- Nederlandse Thesaurus van Auteursnamen: 303434988
- Istituto Centrale per il Catalogo Unico: DDSV202621
- SNAC: w6697g8t
- Système universitaire de documentation: 132347504
- Virtual International Authority File: 34669725
- WorldCat: E39PBJtCCgt9V4Pvr7BFYfFh73